# Lucien Jerphagnon
Lucien Jerphagnon, né le 7 septembre 1921 à Nancy et mort le 16 septembre 2011 à Rueil-Malmaison, philosophe et historien, spécialiste de la pensée grecque et romaine.
Professeur émérite des Universités et membre de l'Académie d'Athènes, lauréat de l'Académie française et de l'Académie des sciences morales et politiques, Lucien Jerphagnon est proche de Vladimir Jankélévitch, de Jean Orcibal, de Paul Ricœur, de Pierre Grimal, de Jacqueline de Romilly et de Paul Veyne.

## Biographie
Lucien Jerphagnon est le fils d'Émile Jerphagnon, ingénieur (1891-1975), et de Jeanne, née Lallemand (1895-1927), mariés le 19 octobre 1910. Alors qu'il n'a que six ans, sa mère meurt à 32 ans. Son père se remarie et neuf ans plus tard, naît Jean Jerphagnon (1936-2005), qui fait une haute carrière dans les télécommunications. Lucien Jerphagnon commence ses études à Nancy puis au lycée de Bordeaux.
Pendant l'Occupation, dénoncé comme réfractaire au STO, il est déporté vers une usine d'explosifs à Steyerberg à côté de Hanovre (1943-1945).
À la Libération, il suit des études de théologie et de philosophie puis rejoint l'abbaye de Meaux. Il est ordonné prêtre le 29 juin 1950. Il enseigne alors la philosophie au grand séminaire de Meaux entre 1951 et 1961, date à laquelle il choisit de quitter les ordres.
Le 3 février 1962, Lucien Jerphagnon épouse Thérèse Noir (1934-2015). Le couple a une fille prénommée Ariane.
Il poursuit sa formation à l’École pratique des hautes études (EPHE) et rédige son mémoire pour l'obtention de son diplôme avec Jean Orcibal, grand spécialiste du jansénisme et du mysticisme.
Lucien Jerphagnon est attaché de recherche au CNRS (1961-1965), chargé de cours à la Sorbonne (1961-1966) et au Conservatoire national des arts et métiers (1965-1966).
Après avoir consacré une thèse de psychologie à Pascal, il soutient sa thèse de doctorat de philosophie en 1965 sous la direction de Vladimir Jankélévitch qui est alors son maître en philosophie (et dont il fut l'assistant). La thèse, De la banalité. Essai sur l'ipséité et sa durée vécue : durée personnelle et co-durée, est publiée la même année. Outre l'influence de Jankélévitch, il est également marqué par les travaux de Paul Veyne.
Il est professeur de philosophie au lycée Janson-de-Sailly et est nommé maître de conférences à l'université de Franche-Comté à Besançon (1966-1970), tout en étant  conseiller à l'Institut international de philosophie (CNRS et UNESCO 1966-1984). Il enseigne ensuite l'Histoire de la philosophie antique et médiévale à l'université de Caen (1970-1984) où il a pour étudiant Michel Onfray qui lui rend hommage à sa mort. Il prend sa retraite en 1984, et Luc Ferry lui succède.
Lucien Jerphagnon est l'un des membres fondateurs du Centre international d'études platoniciennes et aristotéliciennes d'Athènes. Il est membre correspondant de l'Académie d'Athènes, de l'Académie des sciences et lettres de Montpellier et de l'Académie des sciences, arts et belles-lettres de Caen.

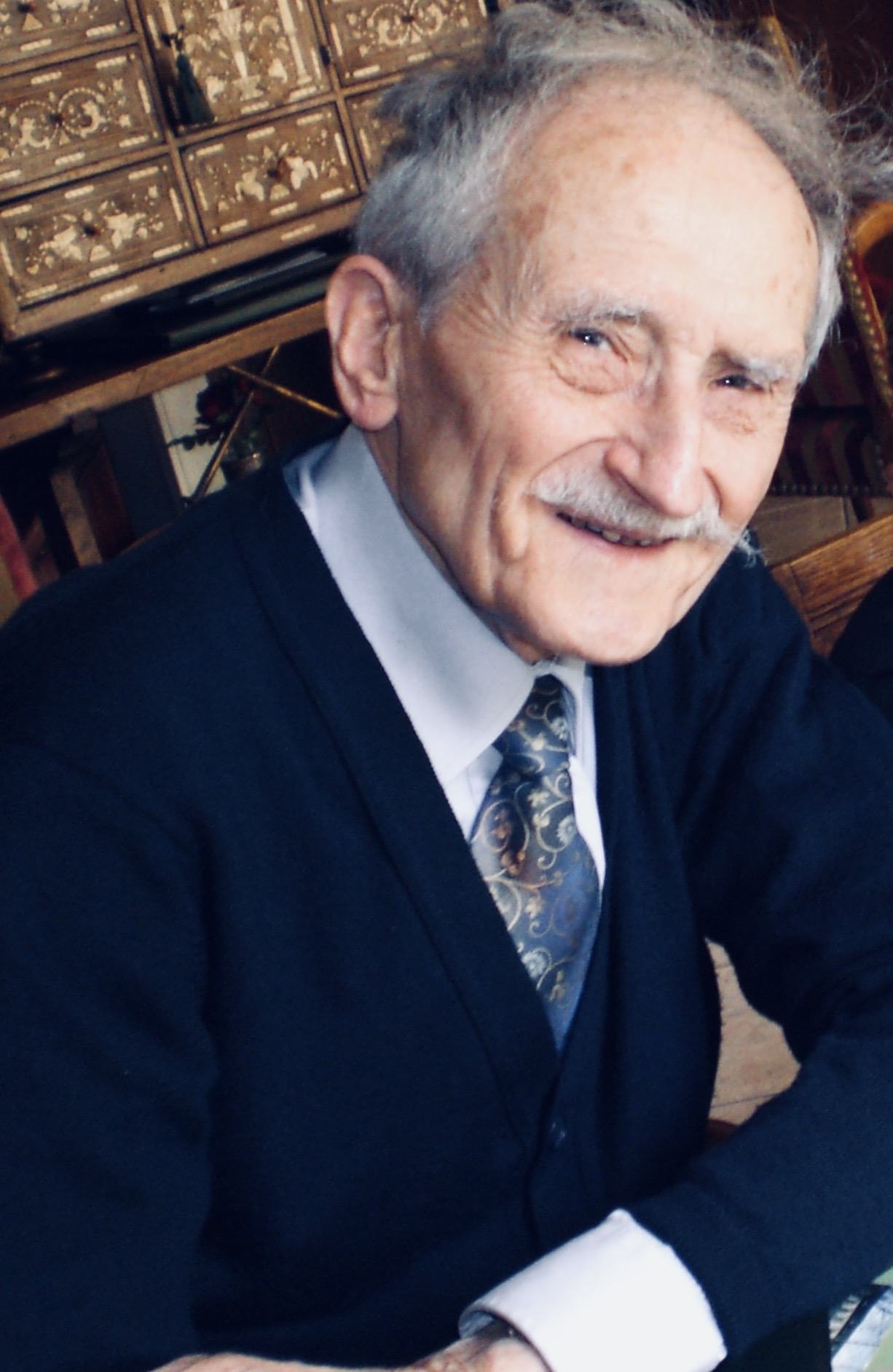
L Jerphagnon

Lucien Jerphagnon est inhumé au Cimetière ancien de Rueil-Malmaison, auprès de son épouse.

## Travaux
Parmi ses nombreuses publications consacrées à la Grèce et à la Rome antique, il consacre une monographie à Julien, dit l'Apostat. Dans Vivre et philosopher sous les Césars (Grand prix de l'Académie française -1980), il propose une histoire « non philosophique » de la philosophie antique et expose de quelle manière les philosophes ont tenté d'incarner leurs principes moraux et politiques dans le monde sensible. Il montre également l'intérêt que les empereurs ont porté à la philosophie en tant qu'instrument pour consolider leur pouvoir. Il est connu pour ses « ambitieuses synthèses » (Histoire de la Rome antique, Histoire de la pensée : d'Homère à Jeanne d'Arc, Les Divins césars), rééditées à de nombreuses reprises,.
Résultat de douze années de travail, il dirige l'édition française des trois volumes des œuvres de saint Augustin pour la collection Bibliothèque de la Pléiade chez Gallimard (1998-2002).
En 2019, la Bibliothèque nationale de France a pu se procurer les manuscrits de ses œuvres. Fonds Lucien Jerphagnon : http://archivesetmanuscrits.bnf.fr/ark:/12148/cc1053737

## Publications
- Le Mal et l'Existence : réflexions pour servir à la pratique journalière, Paris, Les Éditions Ouvrières, 1955[14]
- Pascal et la souffrance, Paris, Les Éditions Ouvrières, 1956[15]
- Prières pour les jours intenables,  Les Editions Ouvrières, 1956
- L'Homme et ses questions, Paris, Les Éditions du Virtail, 1958
- Servitude de la liberté ? : liberté - providence - prédestination, Paris, Fayard, 1958
- Pascal, Paris, Éditions Ouvrières, 1969
- Qu'est-ce-que la personne humaine ? : Enracinement, nature, destin, Paris, Privat, 1961
- Le Caractère de Pascal, Essai de caractérologie littéraire, Paris, PUF, 1962[16]
- De la banalité. Essai sur l'ipséité et sa durée vécue, Paris, Vrin, coll. « Problèmes et controverses », 1966, (rééd. 2016, Vrin)
- Introduction à la philosophie générale, Paris, SEDES-CDU, 1968
- Vladimir Jankélévitch, ou de l'Effectivité, Paris, Seghers, coll. « Philosophie de tous les temps », 1969
- Dictionnaires des grandes philosophies [sous la dir. de], Paris, Privat, 1973
- Histoire des grandes philosophies [sous la dir. de], Paris, Privat, 1980
- Vivre et philosopher sous les Césars, Paris, Privat, 1980 Ouvrage couronné par l'Académie française
- Vivre et philosopher sous l'Empire chrétien, Paris, Privat, 1981
- Julien, dit l'Apostat, Paris, Seuil, 1986[17], (réed. préface de Paul Veyne, Tallandier, 2008).
- Histoire de la Rome antique, Paris, Tallandier, 1987, (rééd. Fayard Pluriel, 2016).
- Histoire de la Pensée, Tome 1 "Antiquité et Moyen Âge", Paris, Tallandier, 1989[18] Ouvrage couronné par l'Académie des sciences morales et politiques
- Les Divins Césars. Étude sur le pouvoir dans la Rome impériale, Paris, Tallandier, coll. « Approches », 1991
- Œuvres de saint Augustin [sous la dir. de], 3 vol, Paris, Gallimard, Bibliothèque de la Pléiade, 1998-2002 Ouvrage couronné par l'Académie française.
- Saint Augustin. Le pédagogue de Dieu, Paris, Gallimard, coll. « Découvertes Gallimard / Religions » (no 416), 2002
- Les dieux ne sont jamais loin, Paris, Desclée de Brouwer, 2002
- Le Petit Livre des citations latines, Paris, Tallandier, 2004
- Augustin et la sagesse, Paris, Desclée de Brouwer, 2006
- Au bonheur des sages, Paris, Hachette Littératures, 2007
- La Louve et l'Agneau, Paris, Desclée de Brouwer, 2007
- Laudator temporis acti, Paris, Tallandier, 2007
- Entrevoir et Vouloir : Vladimir Jankélévitch, Paris, Les Belles Lettres, 2008[19]
- La Tentation du christianisme (avec Luc Ferry), Paris, Grasset, 2009
- La… Sottise ? (Vingt-huit siècles qu'on en parle), Paris, Albin Michel, 2010
- De l'amour, de la mort, de Dieu et autres bagatelles (entretiens avec Christiane Rancé), Paris, Albin Michel, 2011
- Les Armes et les mots (préface de Jean d'Ormesson), Paris, Robert Laffont, coll. « Bouquins », 2012
- Connais-toi toi-même… Et fais ce que tu aimes (préface de Stéphane Barsacq), Paris, Albin Michel, 2012
- L’Homme qui riait avec les dieux, Paris, Albin Michel, 2013
- Les Miscellanées d'un Gallo-Romain, Paris, Perrin, 2014
- À l'école des Anciens, Paris, Perrin, 2014
- Mes Leçons d'antan : Platon, Plotin et le néoplatonisme, Paris, Les Belles Lettres, 2014, (rééd. 2015, préface de Michel Onfray, Fayard Pluriel)[20]
- Entrevoir et vouloir : Vladimir Jankélévitch, (préface de F. Félix), Paris, Les Belles Lettres, coll. « encre marine », 2016
- L'Au-delà de tout, (préface du Cardinal Paul Poupard), Paris, Robert Laffont. coll. Bouquins, 2017[21]
- L'Astre mort, (préface d'Ariane Jerphagnon), Paris, Robert Laffont, 2017[22]
- L'Absolue Simplicité, (préface de Michel Onfray ; prologue d'Ariane Jerphagnon), Paris, Robert Laffont, coll. Bouquins, 2019[23]

## Distinctions

### Décorations
- Chevalier de la Légion d'honneur
- Commandeur de l'ordre des Palmes académiques
- Commandeur de l'ordre des Arts et des Lettres

### Prix
- Académie française[24] :

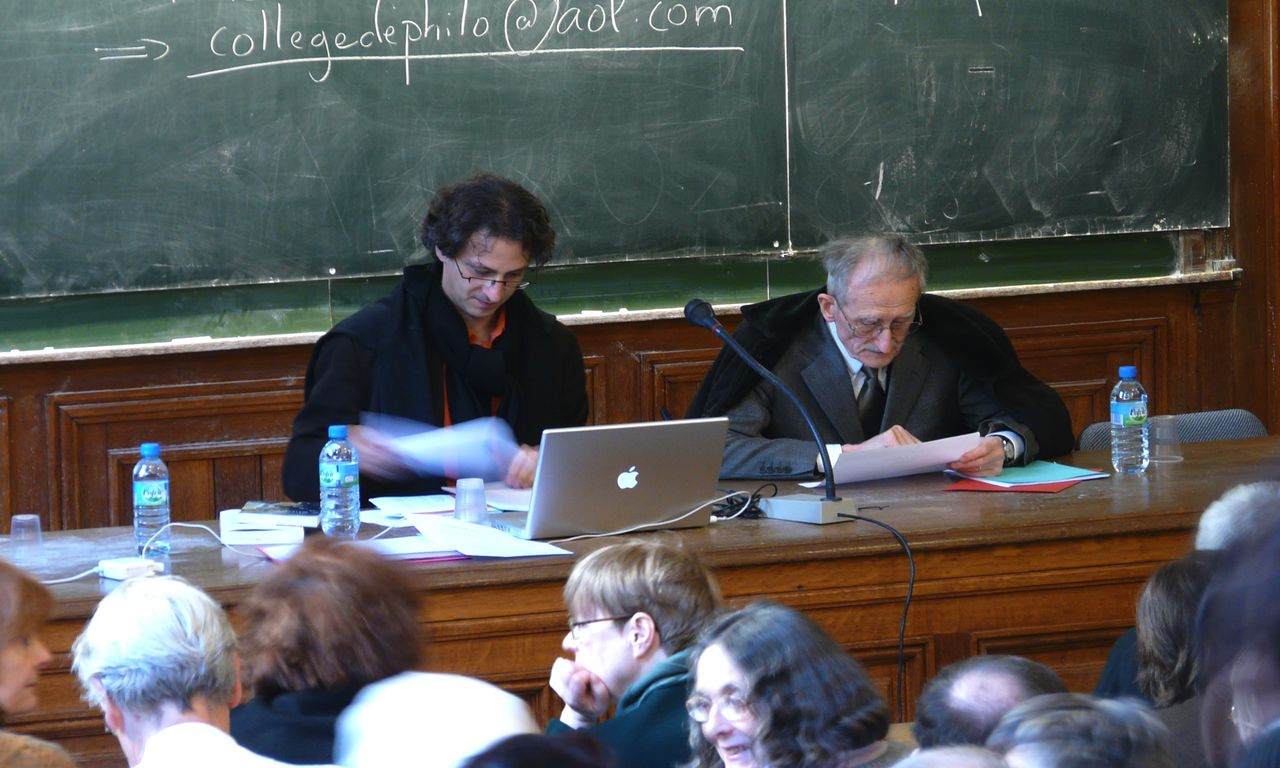
Conférence publique du Collège de philosophie à la Sorbonne, Lucien Jerphagnon (à droite) et Pierre-Henri Tavoillot, en février 2008.

  - 1981 : Prix Estrade-Delcros (littérature et philosophie) - Vivre et philosopher sous les Césars (1980)
  - 1999 : Grand-Prix Moron - Édition des Œuvres de saint Augustin
- Académie des sciences morales et politiques :
  - 1993 : Histoire de la pensée, tome 1, Antiquité et Moyen Âge
  - édition des Œuvres de Saint-Augustin dans la Pléiade (1998-2002)
- Association des écrivains croyants d'expression française :
  - 2007 : Prix des écrivains croyants - Augustin et la sagesse

### Commentaire
Jean d'Ormesson l'a défini de la sorte : 

« Un savant qui sait unir un style rapide et séduisant à l'érudition la plus rigoureuse », lui trouvant « une simplicité familière, souvent mêlée de drôlerie, avec une précision sans faille. »

### Filmographie
- [vidéo] Lucien Jerphagnon sur Ina.fr
- Paul Veyne. Sur l'Antiquité, INA, Textuel
- Entretiens avec Raphaël Enthoven, Radio France INA, coll. « Les grandes heures »